# 2946 Muchachos
A 2946 Muchachos (ideiglenes jelöléssel 1941 UV) a Naprendszer kisbolygóövében található aszteroida. Liisi Oterma fedezte fel 1941. október 15-én.